# Amanite ovoïde

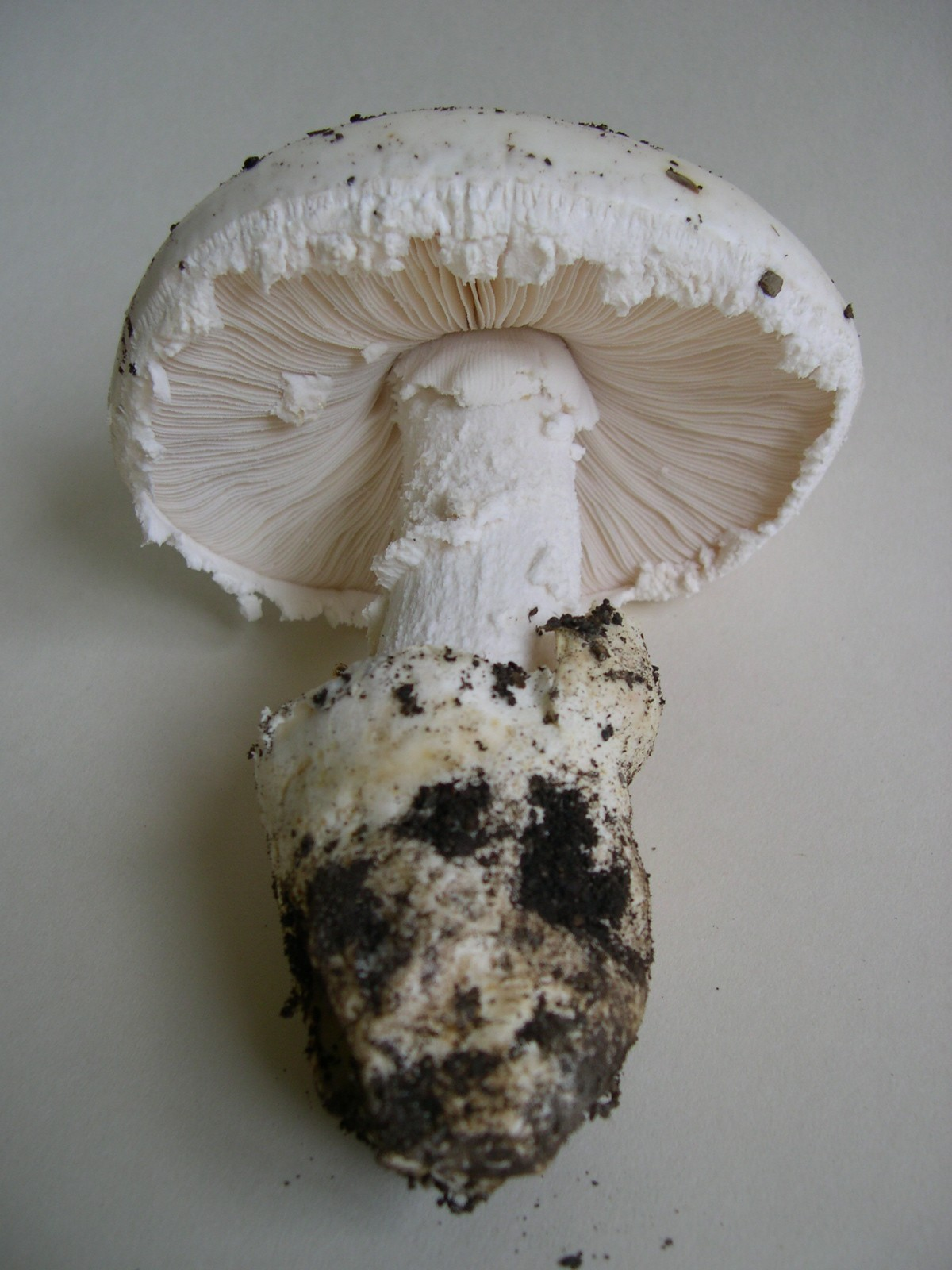
Amanita ovoidea
Espèce
Amanita ovoidea, en français amanite ovoïde, parfois appelée oronge blanche, est une espèce de champignons basidiomycètes du genre Amanita dans la famille des Amanitacées.

## Description du sporophore

### Hymenophore
L'amanite ovoïde est un grand champignon à l'hyménophore (chapeau) épais et qui peut atteindre de grandes tailles (de 15 à 20 cm jusqu'à 30 cm). Il est de couleur blanche à grisâtre clair d'aspect floconneux, parfois recouvert de morceaux de voile, Chez les spécimens jeunes, la cuticule est blanche et brillante.
Les lamelles sont serrées et de couleur blanche. En vieillissant, elles peuvent prendre une teinte un peu rosâtre.

### Stipe
Le stipe (pied), de couleur blanche, est robuste et haut de 15 à 20 cm. Il possède un anneau, fragile et crémeux, qui tend à disparaître,. La marge est floconneuse
La volve est de couleur beige jaune.

### Sporée
La sporée est blanche.

## Habitat
Ce champignon vient sous les feuillus et surtout sous les pins des régions calcaires et ensoleillées à l'été et à l'automne,. Il est assez fréquent en région méditerranéenne.

## Comestibilité
L'amanite ovoïde est considérée comme un comestible médiocre.

## Confusions possibles
Une confusion est possible avec Amanita proxima (Amanite à volve rousse ou amanite proche) qui est mortelle,.

## Référence taxonomique
- (en) Index Fungorum : Amanita ovoidea